# Мимуна
Миму́на (ивр. מימונה‎, араб. ميمونة‎, бербер. ⵎⵉⵎⵓⵏⴰ) — традиционный праздник североафриканских иудеев, отмечаемый на следующий день после окончания Песаха. Мимуна обозначает начало весны и возможность снова есть хамец (продукты, содержащие закваску, запрещённые к употреблению в Песах).

## Происхождение названия
По одной из версий, название праздника происходит от имени Маймона бен-Иосефа — отца Маймонида и связан с датой его смерти. По другим версиям название «мимуна» — родственно арабскому слову маймун («счастливый») или ивритскому эмуна («вера»).

## Традиции
В Израиле мимуна стала популярным ежегодным праздником, в который принято устраивать вечеринки, пикники и барбекю. Первоначально мимуну отмечали только в семьях репатриантов из Северной Африки, однако уже в 1966 году она стала общенациональным праздником и была перенята другими этническими группами, прежде всего восточными общинами.
Празднование начинают сразу после окончания Песаха — накрывают стол, на который ставят традиционные сладости, мёд, пирожные, а также символы удачи и плодородия, например, сосуд с живой рыбой. Подчёркивают число «5», например, ставят 5 золотых украшений. Одним из характерных для праздника блюд является сладкая лепёшка — мофлетта.
Принято приглашать в гости представителей других этнических групп.
За пределами Израиля праздник отмечают в общинах марокканских евреев, например, в Париже и Амстердаме.